# Lienzer Sparkasse
Die Lienzer Sparkasse AG ist ein Tiroler Bankunternehmen mit Sitz in Lienz und Teil der Sparkassengruppe in Österreich. Sie entstand 1878 als Vereinssparkasse. Die Sparkasse ist Mitglied des Kooperations- und Haftungsverbundes der österreichischen Sparkassen und des Österreichischen Sparkassenverbands.

## Gründungsgeschichte
Der Grundstein für eine selbständige Sparkasse in Lienz wurde im Jahr 1878 gelegt. Die prinzipielle Bewilligung des k. k. Ministeriums des Inneren ist mit 26. Juni 1878 datiert. Den Vereinsgründern wurde vorgeschrieben, einen Garantiefonds von 12.000 Gulden zu erlegen. Ende August 1878 trafen sich an die 40 Lienzer Bürger im Rathaussaal und erlegten bar ihre Anteile zum Garantiefonds. Hierauf erklärte Bürgermeister Sartori als provisorischer Obmann in der konstituierenden Generalversammlung den Lienzer Sparkassen-Verein für gegründet. Mit Oktober 1878 nahm die Lienzer Sparkasse den Parteienverkehr auf. Vorerst genügte ein Amtstag pro Woche, jeden Dienstag von 9 bis 11 Uhr wurden die Amtsgeschäfte abgewickelt. Nach Ablauf des 1. Geschäfts-Quartals, also am 31. Dezember 1878, war bereits die beträchtliche Summe von 31.226 Gulden eingelegt worden.

## Bauliche Entwicklung der Zentrale
Anfangs war die Sparkasse im zweiten Stock des Rathauses untergebracht, wich aber 1887 in größere Räumlichkeiten des Unterhueberhauses aus. Ab 1912 war die Notwendigkeit eines eigenen Gebäudes nicht mehr zu ignorieren. Aber der Erste Weltkrieg und seine Folgen verhinderten bis 1929 diesen Wunsch. 1929 erfolgte der Bau der heutigen Sparkasse am Johannesplatz. 1945 zerstörten Fliegerbomben ein Drittel des Gebäudes. Nach Behebung der größten Schäden wurde 1948/49 umgebaut und erneuert. In den Jahren 1956/57 wurde erneut umgebaut, diesmal mit der Konzentration auf die Kassenhalle. Trotzdem folgte schon 1966 ein Totalumbau und die Neugestaltung der Fassade. 1984 wurde die Zentrale durch einen Zubau auf dem ehemaligen Bräustüberlgelände vergrößert. 2003 erfolgten Umbau des Kundenraumes und Neugestaltung der Fassade in architektonischer Schlichtheit dem Erstbau von 1929 entsprechend.

## Privatstiftung Lienzer Sparkasse
2003 folgte die Umwandlung der Lienzer Sparkasse in eine Aktiengesellschaft und Gründung der Privatstiftung Lienzer Sparkasse, sie ist mit 100 % Alleinaktionär. 125 Jahre nach der Gründung der Lienzer Sparkasse – wurde es als zweckmäßig erachtet, als Eigentümergesellschaft für die Lienzer Sparkasse die Rechtsform der Privatstiftung zu wählen und durch sie die Erfüllung des Gründungszweckes für spätere Generationen zu gewährleisten.